# I Won't Hold You Back
"I Won't Hold You Back" é uma canção da banda de rock estadunidense Toto, escrita e cantada por Steve Lukather para seu quarto álbum, Toto IV, lançado em 1983 (veja 1983 na música). A música apresenta o baixista dos Eagles, Timothy B. Schmit, nos vocais de apoio durante os refrões.

## Recepção
Cashbox a descreveu como "uma melodia suave a respeito de um homem deixando sua amante, elogiando os "vocais sombrios, piano leve e floreios de guitarra elétrica". A revista Billboard a descreveu como uma "balada grandiosamente orquestrada".

## Desempenho nas paradas musicais
A balada sentimental atingiu o número dez nos Estados Unidos na parada Billboard Hot 100 em 7 de maio de 1983; tornando-se o último sucesso da banda entre os dez primeiros. Ela também passou três semanas no número um na parada Adult Contemporary dos Estados Unidos. O single só conseguiu entrar no top 40 da Parada de Singles do Reino Unido. No Canadá, alcançou o número dezessete na parada Top Singles da revista RPM, além de alcançar o primeiro lugar na parada Adult Contemporary. A música também alcançou o número onze na Irlanda.

## Ficha técnica
Toto
- Steve Lukather – voz principal e de apoio, guitarras
- David Paich – piano, arranjos orquestrais
- Steve Porcaro – sintetizador
- David Hungate – baixo
- Jeff Porcaro – bateria, percussão

Músicos adicionais
- Timothy B. Schmit – vocal de apoio
- James Newton Howard – arranjos orquestrais
- Marty Paich – arranjos orquestrais
- Michael McDonald - vocal de apoio